# El Cartucho
El Cartucho era uma rua do bairro de Santa Inés em Bogotá, que foi destruída e substituída por um parque. Antes disso era uma das áreas mais pobres e perigosas da Colômbia, conhecida pelo intenso tráfico de drogas e habitada por pessoas atingidas pela pobreza. 

## História
O nome El Cartucho foi usado desde meados do século XX devido à sua proximidade com um mercado ao ar livre dedicado à material reciclável e materais de construção (coletivo chamado "cartucho" em espanhol colombiano). Após os eventos de El Bogotazo, o bairro passou por um período de rápida decadência, pela qual muitos de seus habitantes se mudaram para bairros próximos. Deixando o lugar dominado por populações marginalizadas pelo tráfico de drogas e a violência.
Uma lenda urbana afirma que El Cartucho ficou tão ruim que um crocodilo foi de alguma forma trazido e armazenado em um porão escavado em uma das casas. O crocodilo chamado de Pepe, foi alimentado com restos humanos de pessoas que faleceram por overdose de drogas ou assassinato.
No final da década de 1990, o governo decidiu recuperar a área, junto com outros bairros violentos da cidade, demolindo o bairro todo e substituindo pelo Parque Tercer Milenio. Apesar dos protestos contra a decisão, e da falta de planos para realocação dos moradores pobres do bairro, o plano seguiu em frente. O parque foi inaugurado no ano de 2000. 